# Carrosserie Duple
 (novembre 2021).
Si vous disposez d'ouvrages ou d'articles de référence ou si vous connaissez des sites web de qualité traitant du thème abordé ici, merci de compléter l'article en donnant les références utiles à sa vérifiabilité et en les liant à la section « Notes et références ».
 (novembre 2021).
Duple Coachbuilders Ltd était une entreprise anglaise de carrosseries automobiles, d'autobus et d'autocars, basée à Hornsey, un quartier du nord de Londres. La société a été créée en 1919 par Herbert White.

## Histoire
En 1914, juste avant la Première Guerre mondiale, Herbert White crée la société Bilfort Motor Company à Fareham, dans le Hampshire, où il assemble un petite voiture à partir de composants achetés principalement à l'étranger. Le moteur de 1,327 cm3 développant 10 ch, venait de Belgique et le châssis de France. Bifort réalisait la carrosserie mais très peu de voitures ont été fabriquées en raison du déclenchement de la guerre.
Après la Première Guerre mondiale , Herbert White, abandonne le secteur des voitures pour s'intéresser aux autocars et crée la société Duple Motor Body à Hornsey dans le nord de Londres qui, va devenir un des plus importants constructeurs de carrosseries d'autobus du Royaume-Uni.

### Les débuts
Après sa première expérience dans l'automobile, Herbert White développe une idée originale, faire d'une automobile traditionnelle, un véhicule à usage mixte.
Le premier véhicule de ce type, imaginé par Albert White, s'appelle Bifort, des anciens Ford T militaires équipés de la nouvelle carrosserie à double usage. Ils ressemblent à une petite voiture de tourisme, mais peuvent être transformés en fourgonnette en remplaçant le toit à l'arrière de la voiture par un toit de fourgonnette. Ce type de véhicule présente un énorme avantage pour les artisans qui peuvent ainsi disposer d'un véhicule de travail et d'une voiture privée, pour peu de frais supplémentaires. L'idée séduit un grand nombre de clients. La carrosserie baptisée « convertible », est appliquée sur les Morris Cowley et Oxford Bullnose. La production a cessé vers la fin des années 1920[réf. incomplète].

### Les années 1930

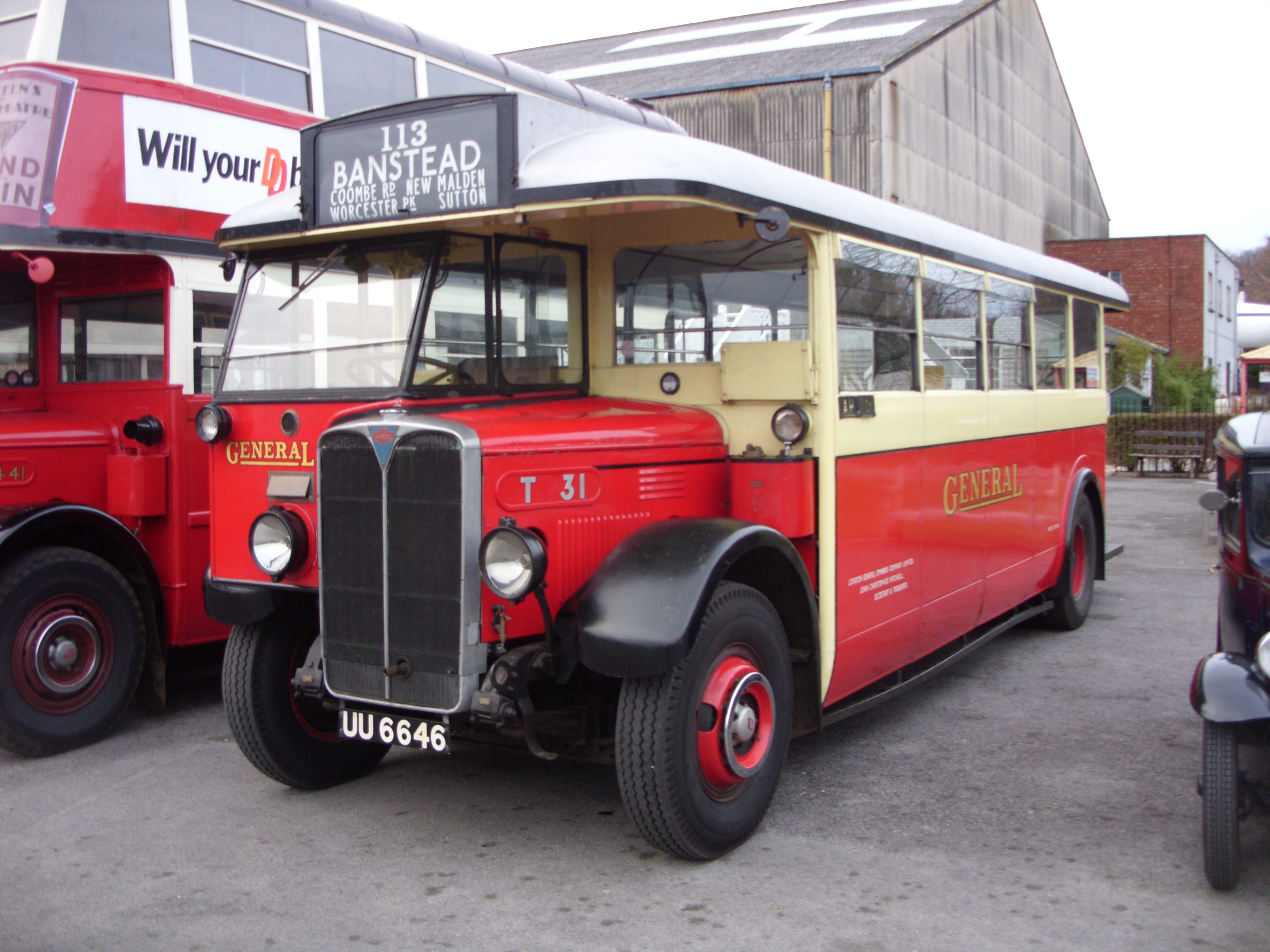
Autocar Duple Type « A » sur châssis AEC Regal I

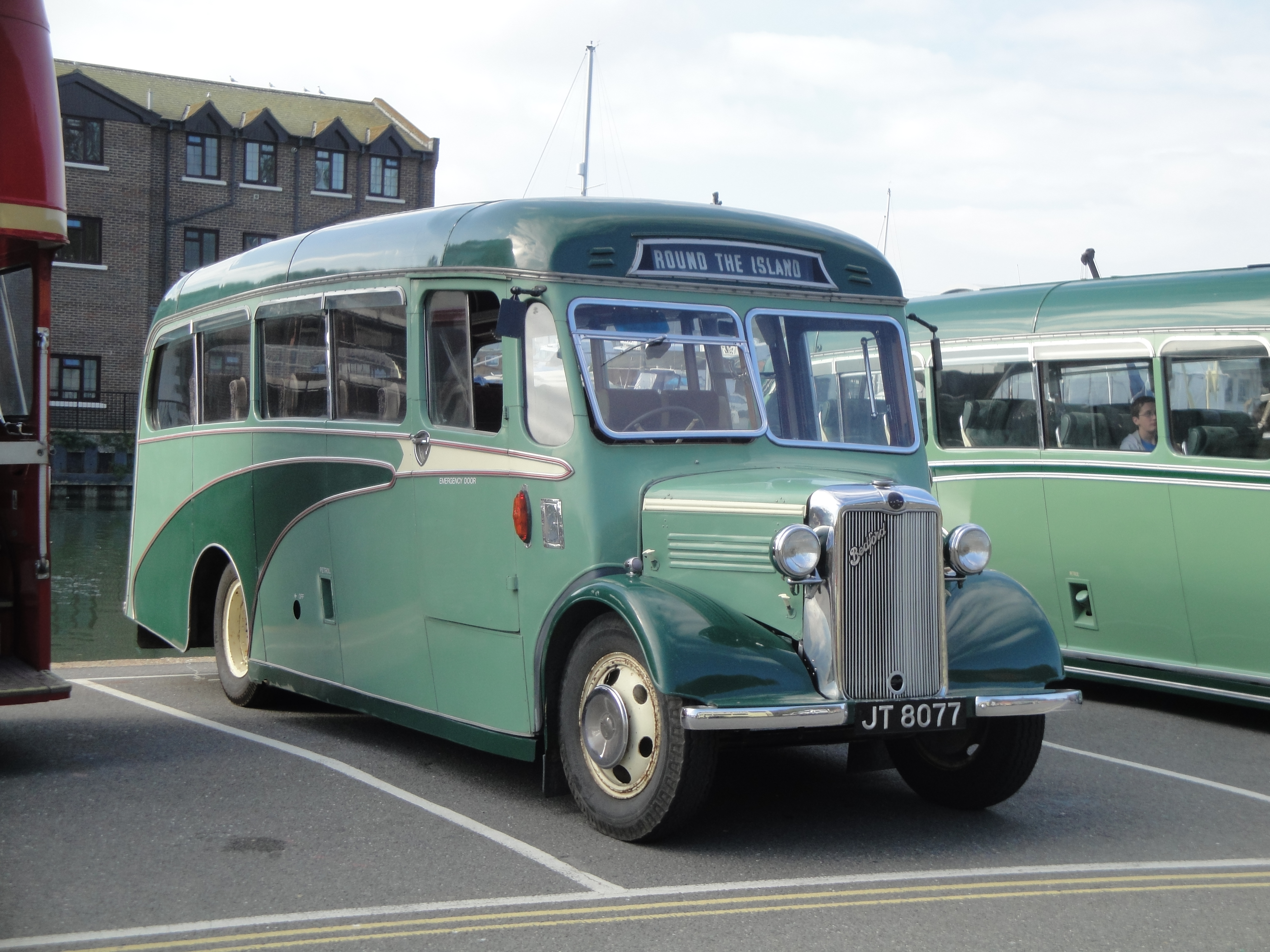
Autocar Duple sur châssis Bedford WTB (1937)

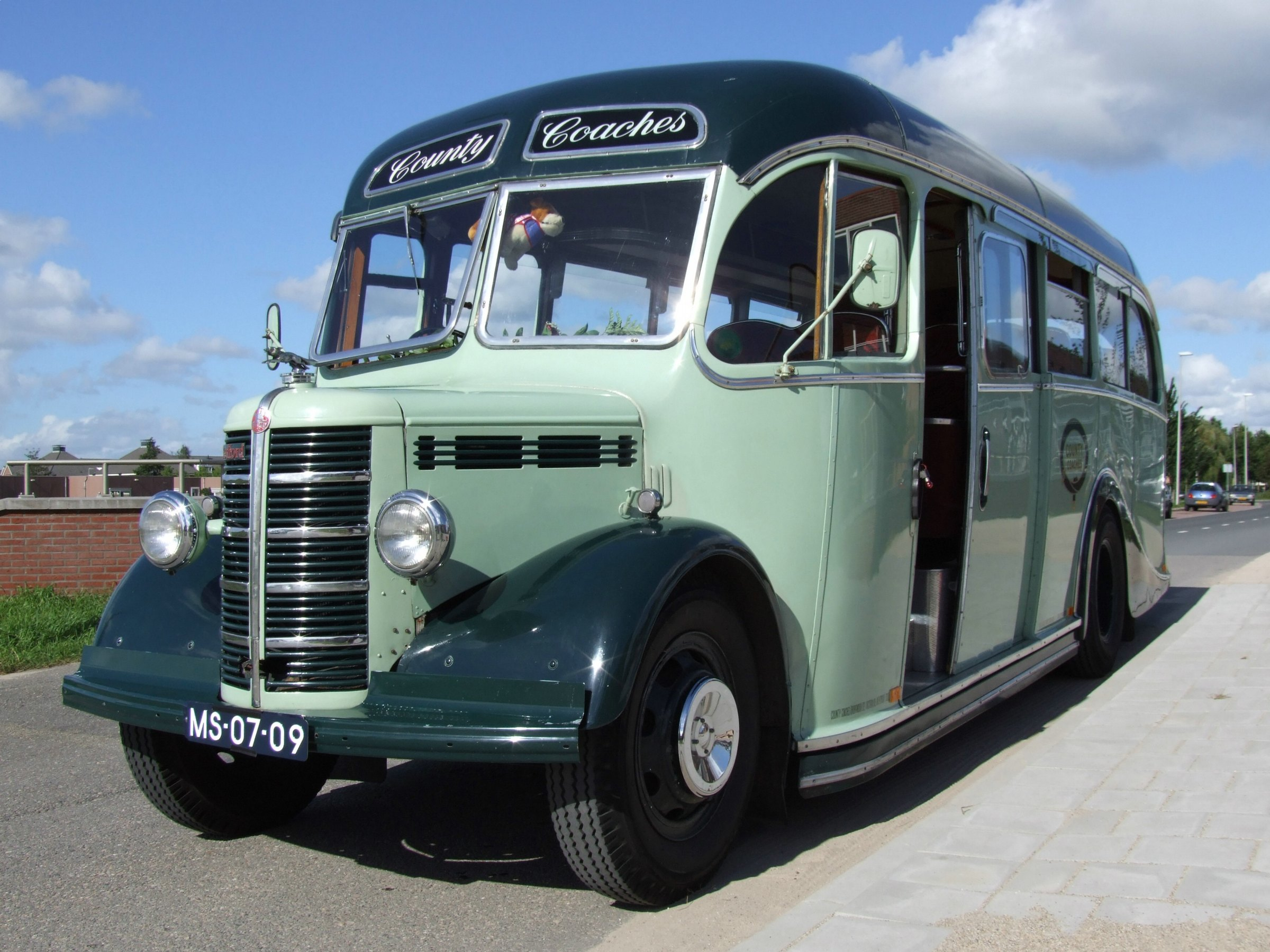
Autocar Duple Vista sur châssis Bedford OB (1947)

En 1930, le nombre total de carrosseries d'autocars et d'autobus produites est de 250 unités, faisant de Duple Ltd un carrossier d'une certaine stature.
La crise économique des années 1930 et la loi Road Traffic Act de 1930 va entraîner des changements dans le secteur de la construction automobile qui a conduit les constructeurs, se sentant en sécurisés puisque la menace d'une concurrence non réglementée avait été écartée par l'octroi de licences, à augmenter le niveau qualitatif de leurs modèles.
En 1930, Duple Ltd reçoit une très grosse commande, 50 carrosseries à monter sur le châssis AEC Regal pour Green Line Coaches. En août 1931, Bedford annonce la présentation de deux nouveaux modèles, les autobus WHB (14 places) et WLB (20 places). Leur collaboration va durer plus de 50 ans.
Au milieu des années 1930, Duple Ltd est déjà considéré comme un spécialiste des carrosseries d'autobus, même si les carrosseries d'automobiles représentaient encore la majeure partie de son activité. En 1932, Vauxhall Motors commande des carrosseries spéciales pour une voiture sportive sur le châssis Vauxhall 14 HP qui sera présentée au London Motor Show de 1933. Ce sera le dernier modèle automobile réalisé en série par Duple Ltd[réf. incomplète].
Les modèles carrossés par Duple sont exportés assez tôt au Canada, la Grèce, la Syrie et l'Égypte mais aussi en Afrique de l'Est et Argentine. Ces marchés ont beaucoup contribué à compenser la demande britannique qui était plutôt saisonnière.
En 1934, alors que la production de carrosserie automobiles touchait à sa fin, un important contrat est signé avec le GPO - General Post Office pour transformer des voitures Morris Minor en fourgonnettes pour le service du téléphone.
À la fin des années 1930, les opérateurs ayant pris conscience que l'esthétique des autocars prenait de plus en plus, la conception des autocars va changer. De trop nombreux carrossiers réalisaient encore des carrosseries d'autocars « sur mesure » sans se soucier de l'aérodynamisme ni de la rentabilité. Les futurs véhicules allaient renverser cette tendance en proposant des carrosseries esthétiquement plus classiques, plus longues et le deuxième étage allait encore modifier la donne.
En 1939, avec le déclenchement de la Seconde Guerre mondiale, toute l'activité de Bedford a été consacrée à l'effort de guerre, avec seulement 73 châssis d'autobus type « OB » fabriqués. Ce n'est qu'après la fin du conflit que le Bedford OB avec carrosserie Duple Vista va devenir l'autobus familier des britanniques.

### La Seconde Guerre mondiale
Pendant la Seconde Guerre mondiale, Duple Ltd, membre du « London Aircraft Production Group », a construit des fuselages pour le bombardier Halifax ainsi que plusieurs équipements militaires mais également des autobus à deux étages. Le seul nouveau véhicule à un étage, fabriqué de 1942 à 1945, est le Bedford OWB.

### Les années 1945/60
En 1946, le nom de l'entreprise change et devient Duple Motor Bodies Limited.
Le premier modèle apparu après-guerre est le Duple Vista construit sur le châssis Bedford OB. Il restera en fabrication jusqu'à l'arrêt de la production du châssis OB en 1951.
La fabrication des carrosseries Duple type « A » sur des châssis « grande longueur », comme l'AEC Regal, a commencé en mai 1946. En peu de temps, les commandes ont saturé les possibilités de l'usine pour plusieurs années. Duple Ltd a réalisé plusieurs carrosseries Type A pour différents châssis ; suivront les Types B et C, qui ne diffèrent que par des détails, et le type D.
Jusqu'alors, la structure des carrosseries d'autobus était en bois mais, après la guerre, il y a eu une évolution vers les carrosseries à ossature métallique, surtout à cause d'une pénurie de bois. Duple Ltd conçoit une carrosserie à ossature métallique, lAlmet, pour les modèles destinés à l'exportation sur le châssis Bedford OB et adaptée pour le nouveau châssis « SB », alors en cours de développement.
En 1950, une nouvelle gamme de carrosserie pour autocars est lancée. L'« Ambassador », avec la longueur maximale autorisée portée à 30 pieds et 8 pieds de largeur, le Roadmaster et le Vega, tous destinés à être utilisés sur des châssis spécifiques. Le Roadmaster ne ressemblait à aucun véhicule fabriqué par Duple Ltd auparavant, avec sa taille haute et droite et ses petites fenêtres. Il a été surnommé « Iron Duke » et destiné aux châssis avec le moteur sous le plancher, d'où sa hauteur. La Vega était destiné à habiller le châssis Bedford SB.
Les années 1950 est une période difficile pour les carrossiers avec la fin du boom de l'activité d'après guerre entraînant une forte baisse des commandes et un durcissement de la concurrence. De nombreux clients traditionnels de Duple font désormais partie de « Tilling Group », regroupant les plus importantes compagnies britanniques de transport, qui a uniformisé son parc de véhicules avec des châssis Bristol et des carrosseries Eastern Coach Works. Une grève de 36 semaines a été catastrophique pour Duple qui a perdu plusieurs contrats importants.
En 1952, Duple Ltd rachète la carrosserie « Nudd Brothers & Lockyer Ltd » de Kegworth. En 1956, les usines de Kegworth et Loughborough ont été renommées Duple Motor Bodies (Midland) Ltd.
Duple Ltd continue de proposer de nouvelles carrosseries : l'Elizabethan en 1953, pour châssis à moteur sous le plancher, le Britannia en 1955, et le Donington construit à Loughborough en 1956. Les carrosseries pour les châssis Bedford, Super Vista (châssis de la série C modifié) et Super Vega (pour châssis Bedford SB) sont lancées.

### Les années 1960/70

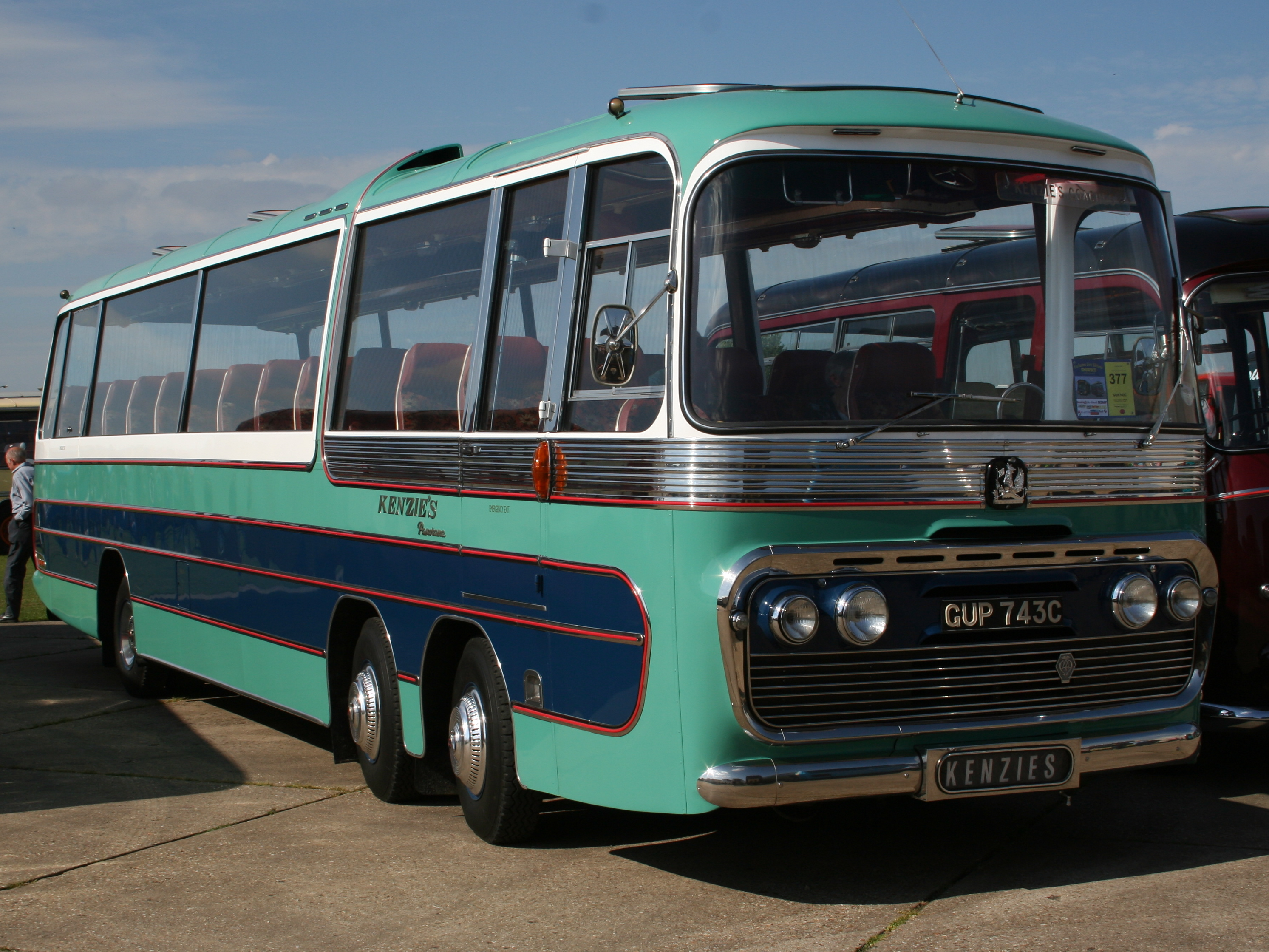
Autocar Duple Vega Major sur chassis Bedford VAL (1965)

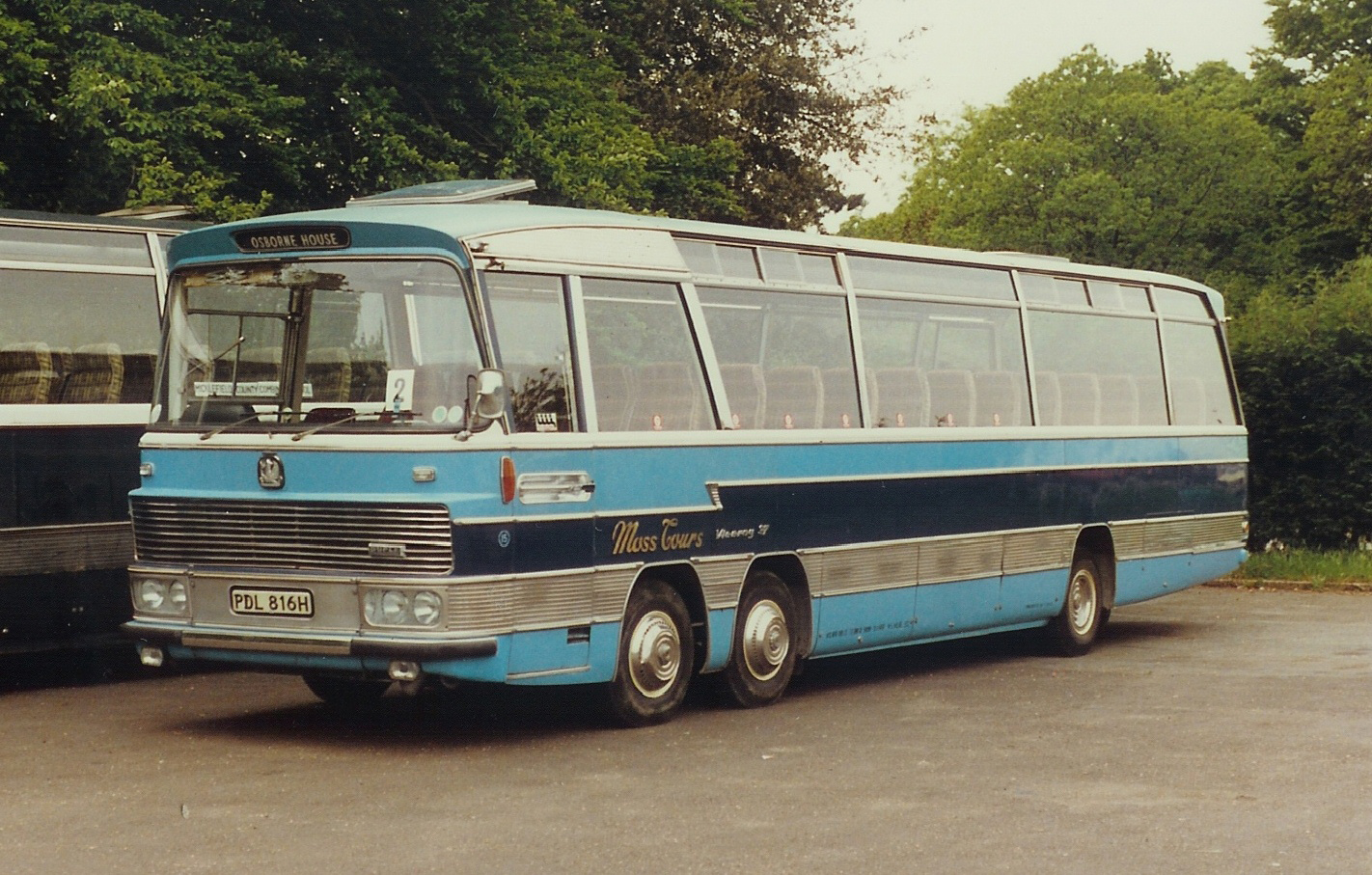
Autocar Duple Viceroy sur châssis Bedford VAL 70 (1967)

En août 1960, Duple Ltd rachète la carrosserie « HV Burlingham » de Blackpool, très réputée pour le modèle « Seaguil » des années 1950.
En fin d'année 1961, Bedford lance le châssis « VAS » et Duple Ltd présente le modèle d'un tout nouveau design, le Bella Vista pour le VAS. Cette année-là, la longueur maximale autorisée pour les autocars est portée de 30 à 36 pieds (de 9,14 à 11 mètres) et la largeur maximale de 8 à 8 pieds 2½ pouces (de 2,44 à 2,50 mètres). Duple (Northern) présente le Continental, avec des 51 sièges. En 1962, lorsque Bedford propose le VAL à six roues (6x2/2), Duple présente le Vega Major. En 1964, Duple présente le Commander et en 1966, le Vega remplace le Viceroy sur la plupart des châssis Bedford et Ford.
À partir de 1968, la production d'autocars Duple est concentrée sur l'usine de Blackpool. La société est renommée Duple Coachbuilders Ltd. L'usine d'Hendon ferme définitivement en 1970 et la filiale Willowbrook poursuit son activité sous son propre nom jusqu'à sa vente en 1971.

### Les années 1970/80

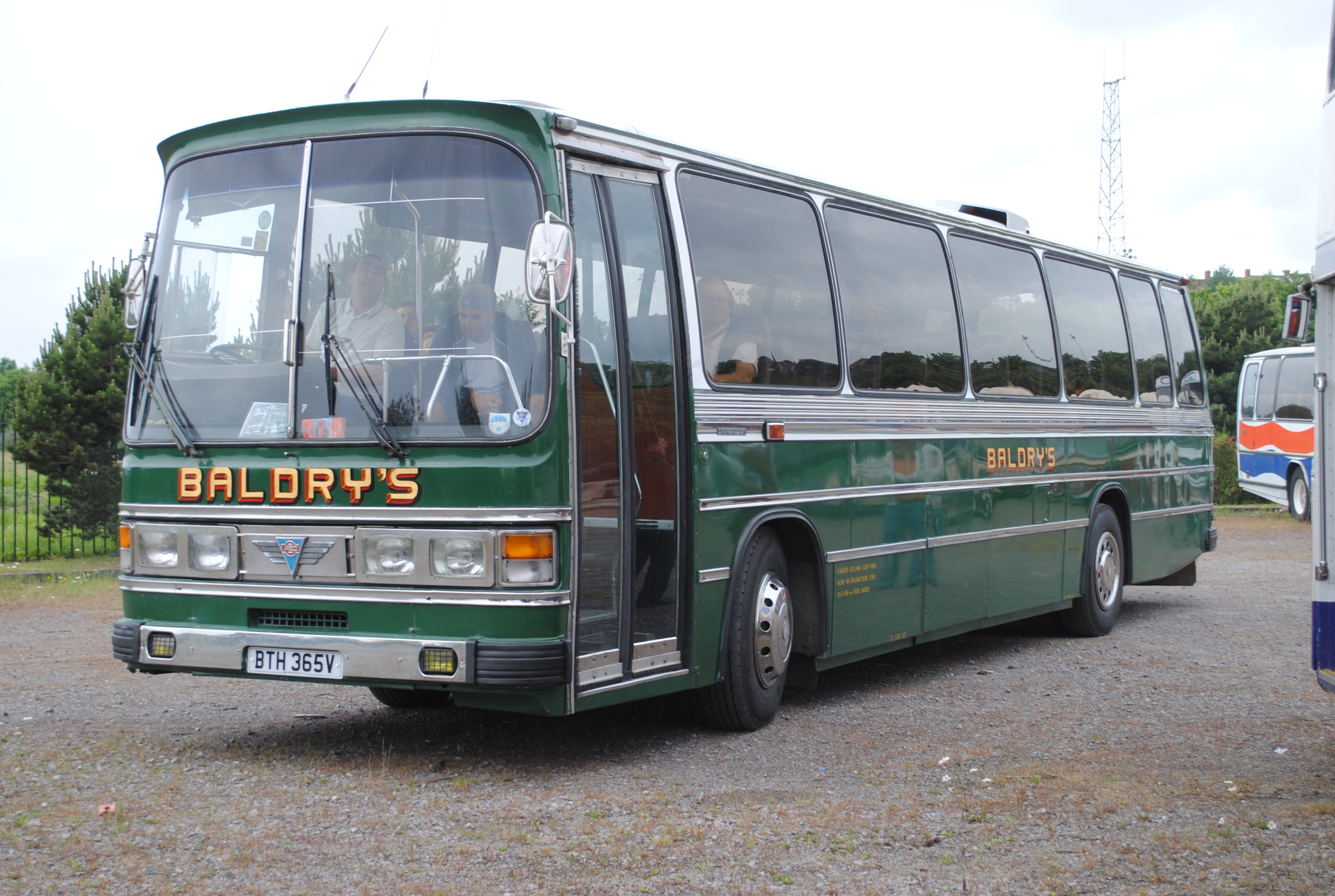
Autocar AEC Reliance Duple Dominant II dû au designer italien Michelotti

Au Commercial Motor Show de Londres en 1972, Duple présente sa nouvelle gamme de carrosseries Dominant, d'apparence similaire au Plaxton Panorama Elite, produit depuis 1968. Le Plaxton Supreme a été présenté en 1974 et, en réponse, Duple a lancé le Dominant II en 1976 avec une partie avant et arrière dues au designer italien Michelotti de Turin. Le style, reprenant les canons italiens, était plus épuré que les modèles précédents avec des phares rectangulaires, une calandre parfaitement intégrée dans la face avant et un pare-brise beaucoup plus grand. Les carrosseries Dominant et Supreme étaient habillaient quasiment tous les autocars britannique de l'époque. L'importation de carrosseries d'autocars de l'étranger n'a débuté qu'à la fin de la décennie 1970.
Le « Transport Act 1980 » a engendré la déréglementation des services d'autocars de plus de 30 miles (48 km). Jusqu'alors, les autocars britanniques reposaient sur des châssis légers mais la nouvelle tendance allait favoriser les châssis plus lourds qui s'avéraient plus fiables sur les grandes distances à plus grande vitesse sur autoroute. Le marché des châssis d'autocars légers de Bedford et Ford s'est littéralement effondré en 1981. La production de Duple Ltd est tombée de 1 000 carrosseries en 1976, à 800 en 1980 et à un peu plus de 500 en 1981.
En 1980, la gamme Dominant a été élargie avec les Dominant III et IV, conservant les faces avant et arrière Michelotti du Dominant II. En 1981, Duple lance le Goldliner, similaire au Dominant, mais avec un plancher plus élevé pour permettre une augmentation du volume de la soute à bagages. En 1982, Duple présente le Super Goldliner une petite série de douze autocars Dennis Falcon V à moteur arrière développés avec Dennis et la National Bus Company. Le projet, conçu et développé dans un délai très court, n'a pas permis une mise au point adéquate, entraînant de nombreuses pannes a terni la réputation des constructeurs par sa très mauvaise fiabilité.
Les importations de marques étrangères, Neoplan, Bova, Fiat-Van Hool ou Jonckheere, ont commencé à grappiller des parts du marché britannique, jusqu'alors réservé aux marques nationales. Pour rivaliser, en 1982, Duple présente deux nouvelles carrosserie, le Laser, à plancher normal ressemblant au Dominant et le Caribbean à plancher élevé. En 1983, Duple présente le Calypso, version à plancher bas du Caribbean sur châssis Bova. Ces nouvelles carrosseries n'ont pas arrêté la baisse de la production. En 1983, la production de Duple n'a été que de 340 unités.
En juin 1983, Duple est vendu au groupe Hestair, qui avait déjà acquis l'entreprise Dennis Brothers de Guildford. Duple Ltd a été renommé Hestair Duple et les carrosseries Laser et Caraïbes ont reçu un lifting pour essayer d'améliorer leur popularité. En 1985, un nouveau modèle d'autocar, série 300, est présenté. Une version autobus 300 est lancée en 1987, remplaçant la version à succès de l'autobus Dominant dont la production s'est poursuivie bien après l'arrêt de la version autocar. Un nouvel autocar sur un châssis Dennis, le Duple 425, a été bien accueilli mais, le lien étroit avec Dennis en tant que fabricant de châssis a rendu les autres constructeurs de châssis réticents à utiliser la carrosserie Duple. En 1988, la production de Duple n'était que de 250 unités. Au salon de l'automobile d'octobre 1988, Dennis présente le Dennis Dart, un châssis de midibus qui allait devenir l'un des modèles les plus populaires de Grande-Bretagne.
En novembre 1988, Hestair annonce la vente de Dennis et Duple en MBO, opérant sous le nom de Trinity Holdings qui renomme la société Duple International. En juillet 1989, Trinity décide de jeter l'éponge et met fin à l'activité de Duple. L'outillage et les licences de fabrication des Duple 300 et 425 sont vendus à son rival national Plaxton.
Ainsi se termine l'aventure de 70 ans de Duple Motor Bodies Limited.

### Les différentes raisons sociales
- Duple Bodies & Motors Ltd (1919-1946)
- Duple Motor Bodies Limited (1946-1968)
  - Duple Motor Bodies (Midland) Limited
  - Duple Motor Bodies (Northern) Limited
- Duple carrossiers limitée (1968-1983)
- Hestair Duple (1983-1989)
- Trinité Holdings (1989)

## Modèles produits
Au début, les carrosseries Duple n'ont pas reçu de noms de modèles individuels mais des lettres. La pratique consistant à nommer les modèles avec des noms personnalisés a commencé avec le Vista en 1936, mais ces noms n'ont pas été appliqués de manière uniforme à toute la gamme d'autocars jusqu'à la fin des années 1950. Même à la fin des années 1950, certains modèles d'autocars construits en faible quantité n'ont pas été nommés. La carrosserie des bus était généralement sans nom, jusqu'au Dominant, version autobus de 1974. Les carrosseries d'autocars portant des noms de modèles spécifiques étaient les suivantes :

### Autocars sur châssis légersjusqu'en 1972
- Vista I/II/III (1936-39) sur châssis Bedford WTB,
- Vista (1940 & 1946-51) sur châssis Bedford OB & OWB,
- Hendonian (1937-39 & 1946-51) sur châssis Bedford WTB/OB & OWB, variante du Vista,
- Luton (1939) autobus sur châssis Bedford WTB. Version similaire construite après 1945 sans nom,
- Sportsman (1951-52) sur châssis Bedford OLAZ,
- Vega / Super Vega / Alpine (1950-62) sur châssis Bedford SB. Le Super Vega est une version plus longue de 1952. Alpine (1958) dispose d'un toit transparent en plexiglass,
- Corinthian (1954-62) / Yeoman (1959-62) sur châssis Commer Avenger et Ford Thames 570E. Identiques au Vegas pour les châssis autres que Bedford. Des carrosseries identiques sans nom ont été réalisées sur des châssis Albion Victor et Leyland Comet, et sur les châssis lourds AEC Regal, Crossley SD42, Daimler CVD6, Leyland Tiger et Maudslay Marathon,
- Super Vista (1957-61) sur châssis Bedford C5,
- Firefly (1963-65) sur châssis Albion Victor, Bedford SB et Ford Thames 570E, Duple (Northern) design, successeur du Burlingham Gannet,
- Bella Vista (1962-66) sur châssis Bedford VAS,
- Bella Vega (1963-69) / Trooper (1963-65) sur châssis Bedford SB et Ford Thames 570E,
- Vega Major (1963-66) sur châssis 36 pieds (11 mètres) à trois essieux Bedford VAL,
- Marauder (1964) / Mariner (1965-66) sur châssis Ford Thames 676E (1964-65) et R226 (1966) à deux essieux, similaire au Vega Major,
- Bella Venture / Empress (1966) sur châssis Bedford VAM et Ford R192, moins longs que les Marauder/Mariner,
- Viscount (1966-67) sur châssis Bedford VAM et Ford R192, identique au Commander pour les châssis avec moteur à l'avant,
- Viceroy (1967-72) sur châssis Bedford VAL, VAM, YRQ et YRT, Ford R192 et R226 et Seddon Pennine 6, également réalisé sur châssis lourds en 1971-72,
- Vista 25 (1967-73) sur châssis Bedford VAS,
- Vega 31 (1970-73) sur châssis Bedford SB.

### Carrosseries sur châssis lourds jusqu'en 1972
- Airline (1936-37) sur châssis AEC Regal et Leyland Tiger,
- Kenton (1939) sur châssis Dennis Lancet II,
- gamme après guerre (1946-51) sur châssis avec moteur à l'avant, y compris les Type A, B, C, et D :
  - Type « A » - autocar demi-cabine, petit auvent et montants de fenêtres inclinés,
  - Type « B » - version demi-cabine à double usage, auvent complet et montants de fenêtres verticaux,
  - Type « C » - autocar demi-cabine avec auvent complet,
  - Type « D » - autobus demi-cabine avec auvent complet,
  - Type « C1 » - carrosserie non standard (1950) sur châssis BMMO C1 pour la compagnie Midland Red,
- Ambassador (1951-53) sur châssis AEC Regal IV, Daimler Freeline et Leyland Royal Tiger,
- Roadmaster (1951-53) sur châssis Guy Arab UF et Leyland Royal Tiger,
- Coronation Ambassador (1953-54) sur châssis AEC Regal IV, Daimler Freeline, Dennis Lancet UF et Leyland Royal Tiger,
- Elizabethan (1953-56) sur châssis AEC Reliance, Atkinson PL745H, Daimler Freeline, Guy Arab LUF, Leyland Tiger Cub, Seddon Mk.11 et Sentinel SLC/6/30,
- Britannia (1956-62) sur châssis AEC Reliance, Leyland Leopard et Tiger Cub,
- Donington (1956-60) sur châssis AEC Reliance et Leyland Tiger Cub, Duple (Midland) double usage,
- Continental (1962-65) sur châssis AEC Reliance et Leyland Leopard, remplace le Burlingham Seagull 70,
- Alpine Continental (1963) sur châssis AEC Reliance et Leyland Leopard, version à grandes fenêtres du Continental,
- Dragonfly (1963) sur châssis AEC Reliance et Leyland Leopard, équivalent du Duple Firefly, dernier autocar Duple avec une entrée centrale, 6 exemplaires fabriqués,
- Commodore (1963-64) sur châssis AEC Reliance et Leyland Leopard,
- Astrocoach (1964) - unique exemplaire sur châssis AEC Reliance, un Commodore avec des fenêtres de plus grande taille,
- Commander (1964-70) sur châssis AEC Reliance, Bristol LH et RE, Daimler Roadliner et Leyland Leopard,
- Viceroy (1971-72) sur châssis AEC Reliance et Leyland Leopard, après l'arrêt de la fabrication du Commander.

### Derniers modèles - 1972-89
- Dominant (1972-85) autocar sur châssis AEC Reliance, Albion Viking, Bedford SB, VAS et série Y, Bristol LH, DAF MB200, Ford série R, Leyland Leopard et Tiger, Mercedes-Benz T2, Volvo B10M et B58,
- Dominant (autobus) (1974-87) sur châssis AEC Reliance, Bedford série Y, Dennis Falcon et Lancet, Ford série R, Leyland Cub, Leopard et Tiger, Volvo B10M et B58,
- Goldliner (1975/76) deux exemplaires uniques dérivées du Dominant - l'un sur châssis Volvo B58 avec les caractéristiques exportation en 1975 et l'autre sur châssis surélevé Bedford YMT en 1976,
- Goldliner / Super Goldliner (1982-83) sur châssis Dennis Falcon, Leyland Tiger et Volvo B10M, version à plancher surélevé du Dominant,
- Laser (1983-86) sur châssis Bedford série Y, DAF MB200, Leyland Tiger et Volvo B10M,
- Caribbean (1983-86) sur châssis Neoplan N716, DAF MB200, Dennis Dorchester, Leyland Tiger et Volvo B10M. Autocar à plancher surélevé contemporain du Laser,
- Calypso (1983-84) autocar sur châssis Bova Europa,
- 425 (1984-89) autocar sur châssis Dennis, fabriqué ensuite par Plaxton,
- 320 (1985-89) sur châssis Bedford série Y, DAF MB200 et MB230, Dennis Javelin, Leyland Leopard et Tiger, Scania K93 et Volvo B10M. Fabriqué ensuite par Plaxton sous le nom 321,
- 340 (1985-89) sur châssis DAF MB200, MB230 et SB2305, Leyland Tiger, Scania K93 et Volvo B10M. Autocar à plancher surélevé équivalent au 320,
- 300 (1987-89) autobus sur châssis Dennis Javelin, Leyland Tiger et Volvo B10M,
- Dartline (1989) autobus sur châssis Dennis Dart, fabriqué plus tard par Carlyle.